# 大沢あかねのハイジャンプ・レディオ!
『大沢あかねのハイジャンプ・レディオ!』（おおさわあかねのハイジャンプ・レディオ）は、2007年10月7日から2010年6月27日までニッポン放送で放送されていたバラエティ番組である。ウインタースポーツ関連のイベント企画・運営会社ディー．オー．ディー．（ClubFun名義）の一社提供。放送時間は毎週日曜 23:00 - 23:30 （日本標準時）。

## 概要
大沢あかねがパーソナリティを務めていた深夜番組。彼女が女性として、ラジオパーソナリティとしてのさらなる成長を遂げるため（という名目で）、さまざまな番組企画をこなしていた。ナレーターはニッポン放送アナウンサーの飯田浩司が務めていた。

## コーナー
- 週刊あかねスポーツ
- あかね警部の事件簿
- あかねの大人のエキス